# Ruské údery proti ukrajinské infrastruktuře
Během podzimu 2022 Rusko v rámci své invaze na Ukrajinu zahájilo vlny raketových a dronových úderů proti energetické infrastruktuře Ukrajiny. Údery ruského letectva byly zaměřeny na civilní oblasti mimo bojiště, zejména na kritickou infrastrukturu, jako jsou např. elektrárny.
Podle ukrajinského prezidenta Volodymyra Zelenského byla do 19. listopadu téměř polovina elektrické sítě v zemi mimo provoz a 10 milionů Ukrajinců bylo bez elektřiny. Útoky na elektrickou soustavu způsobily Ukrajině velké ekonomické škody a mnoho lidí během nich přišlo o život.
Dle britského ministerstva obrany vycházejí údery na kritickou infrastrukturu z ruské vojenské doktríny „Strategická operace pro zničení kriticky důležitých cílů“ (SODCIT) a jejich cílem je demoralizace civilního obyvatelstva a donucení vedení země ke kapitulaci.
Údery byly mezinárodně odsouzeny. Evropská komise je označila za „barbarské“ a generální tajemník NATO Jens Stoltenberg je označil za „strašné a nevybíravé“. Prezident Volodymyr Zelenský označil údery za „absolutní zlo“ a „terorismus“.
Podle Amnesty International jsou údery proti energetické infrastruktuře válečným zločinem.

## Časová osa – 2022

### Září 2022

#### 14. září
Ruské síly zasáhly až osmi řízenými střelami přehradu Karachun na předměstí města Kryvyj Rih. Rakety poškodily hráz, hydrodynamické zařízení a administrativní budovy a způsobily, že se řeka Inhulec vylila z břehů. Byly evakuovány dva městské obvody a 112 domů bylo zaplaveno.

### Říjen 2022

#### 10. října
Rusko na Ukrajinu zaútočilo salvou 84 řízených střel a 24 dronů. Rakety zasáhly 14 ukrajinských oblastí, přičemž hlavním cílem bylo hlavní město Kyjev. Výbuchy byly hlášeny ve Lvove, Ternopilu, Žytomyru, Dnipru, Kremenčuku, Záporoží a Charkově.
Rakety zasáhly klíčovou energetickou infrastrukturu, vojenská velitelská zařízení, ale také civilní infrastrukturu včetně Kyjevské národní univerzity Tarase Ševčenka. Ukrajinský ministr energetiky German Galushchenko uvedl, že útoky poškodily přibližně 30 % energetické infrastruktury Ukrajiny.
V důsledku raketových úderů byly v několika oblastních centrech částečně přerušeny dodávky elektrické energie a vody.

#### 18. října
Rusko zaútočilo další salvou řízených střel na ukrajinskou energetickou infrastrukturu. V důsledku útoku postihly výpadky proudu 1 162 měst a vesnic. Prezident Volodymyr Zelenský řekl, že 30 % ukrajinských elektráren je mimo provoz.

#### 22. října
Rusko odpálilo dalších 33 řízených střel proti ukrajinské energetické infrastruktuře. Ukrenergo uvedl, že rozsah škod je srovnatelný, anebo může přesáhnout následky útoku z 10. října. Raketové útoky přerušily dodávky elektrické energie pro zhruba 1,5 milionu obyvatel Ukrajiny.

#### 27. října
Další raketové útoky znovu poškodily energetickou infrastrukturu země, což mělo za následek výpadky proudu v Kyjevě, Žytomyru, a v severní části Černihivské oblasti.

#### 31. října
Další hromadný raketový útok na ukrajinskou energetickou infrastrukturu ponechal asi 80 % obyvatel Kyjeva bez tekoucí vody.

### Listopad 2022

#### 15. listopadu
Rusko na ukrajinskou energetickou infrastrukturu zaútočilo salvou 100 řízených střel a dronů. Ruské strategické bombardéry Tupolev Tu-95 a Tupolev Tu-160 odpalovaly řízené střely Ch-101 a Ch-555 z oblasti Kaspického moře a Rostovské oblasti. Řízené střely 3M-54 Kalibr byly vypuštěny z raketových nosičů v Černém moři. Ukrajinská protivzdušná obrana údajně sestřelila 70 raket.

#### 17. listopadu
Rusko zahájilo sérii raketových útoků namířených proti ukrajinským zařízením na výrobu plynu a továrně na výrobu raket. Výbuchy byly také hlášeny v Kyjevě, Oděse, Záporoží a Charkově.

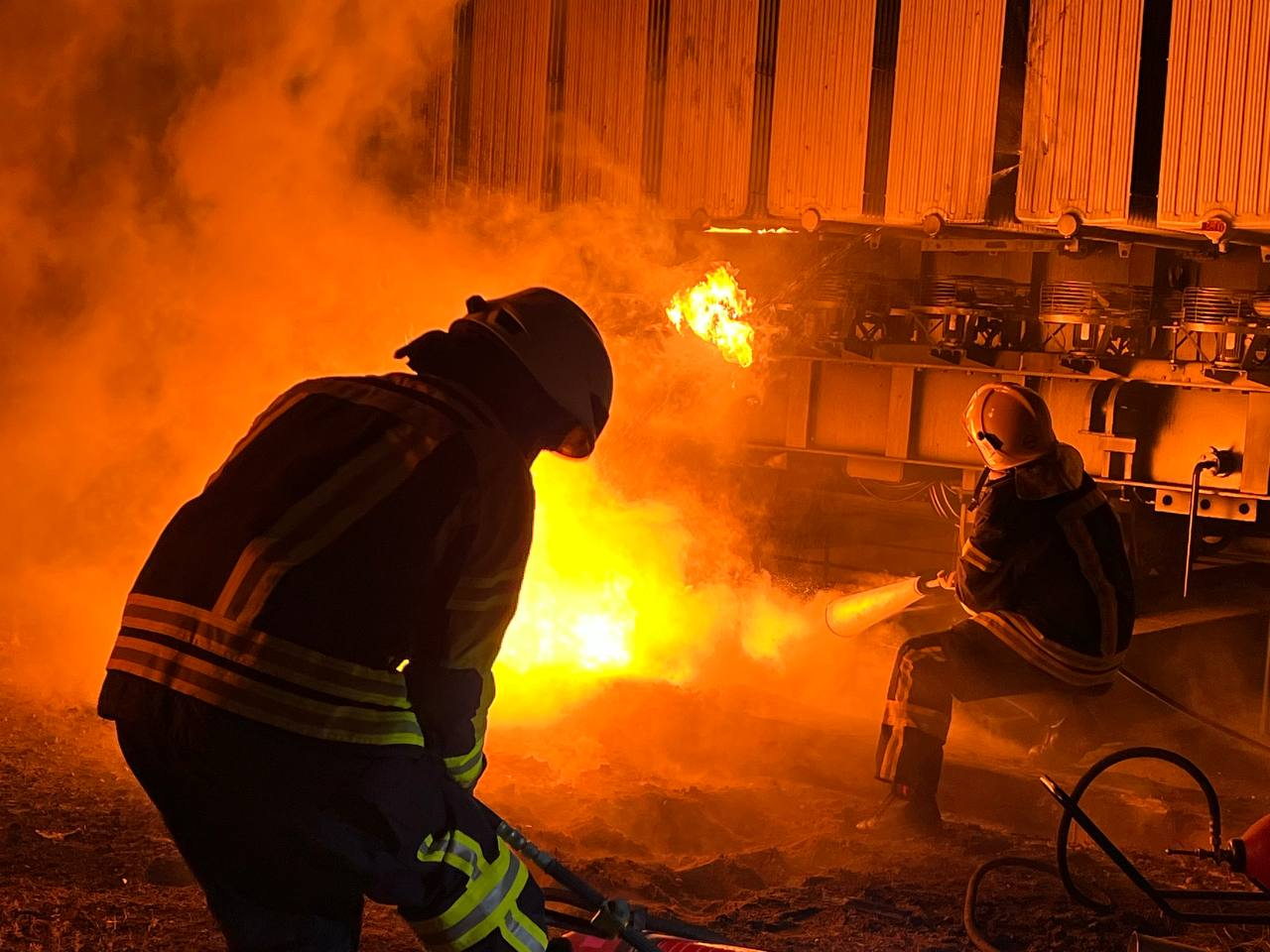
Požár energetické infrastruktury v Kyjevské oblasti

#### 23. listopadu
Rusko na ukrajinskou energetickou infrastrukturu zaútočilo salvou 70 řízených střel. Rakety zaútočily na energetickou infrastrukturu a zasáhly také obytné domy. Útoky na rozvodnou síť také způsobily, že více než polovina sousedního Moldavska přišla o elektrickou energii. Ukrajinská protivzdušná obrana údajně sestřelila 51 raket.

### Prosinec 2022

#### 5. prosince
Podle tvrzení ukrajinského premiéra Denyse Šmyhala ruské rakety zasáhly energetickou infrastrukturu v Kyjevě, Vinnycji a Oděse. V Oděse byly v důsledku ostřelování přerušeny dodávky vody. Mykolajiv a okolí postihly výpadky elektrického proudu.

#### 10. prosince
Sedm ukrajinských oblastí bylo napadeno kamikadze drony Šáhid-136, které poškodily elektrickou infrastrukturu. V Oděse a okolí se ocitlo bez elektrického proudu asi 1,5 milionu lidí. Navzdory obnoveným dodávkám stále zůstávalo bez elektrického proudu asi 300 tisíc lidí.

#### 16. prosince
Rusko na ukrajinskou energetickou infrastrukturu zaútočilo salvou více než 70 řízených střel. Ukrajinský ministr energetiky German Galushchenko uvedl, že bylo napadeno devět elektráren, což způsobilo nedostatek elektrické energie. Kyjevské metro bylo také vypnuto.

#### 19. prosince
Okolo 2:00 místního času zaútočila vlna ruských kamikadze dronů Šáhid-136 a energetickou infrastrukturu v Kyjevě a dalších městech. Ukrenergo oznámil, že bylo zasaženo několik energetických zařízení.

#### 29. prosince
Rusko na ukrajinskou energetickou infrastrukturu zaútočilo salvou 70 řízených střel. Ukrajinská protivzdušná obrana údajně sestřelila 54 raket, včetně 16 nad Kyjevem a 21 nad Oděsou.

#### 31. prosince
Rusko na ukrajinskou energetickou infrastrukturu zaútočilo salvou 20 řízených střel. Podle náčelníka generálního štábu ukrajinské armády Valerije Zalužného protivzdušná obrana sestřelila 12 raket. Údery měli menší dopad na ukrajinskou energetickou síť, ale i přes to bylo 30 % Kyjeva bez elektrické energie. 

## Časová osa – 2023

### Leden 2023

#### 1. ledna

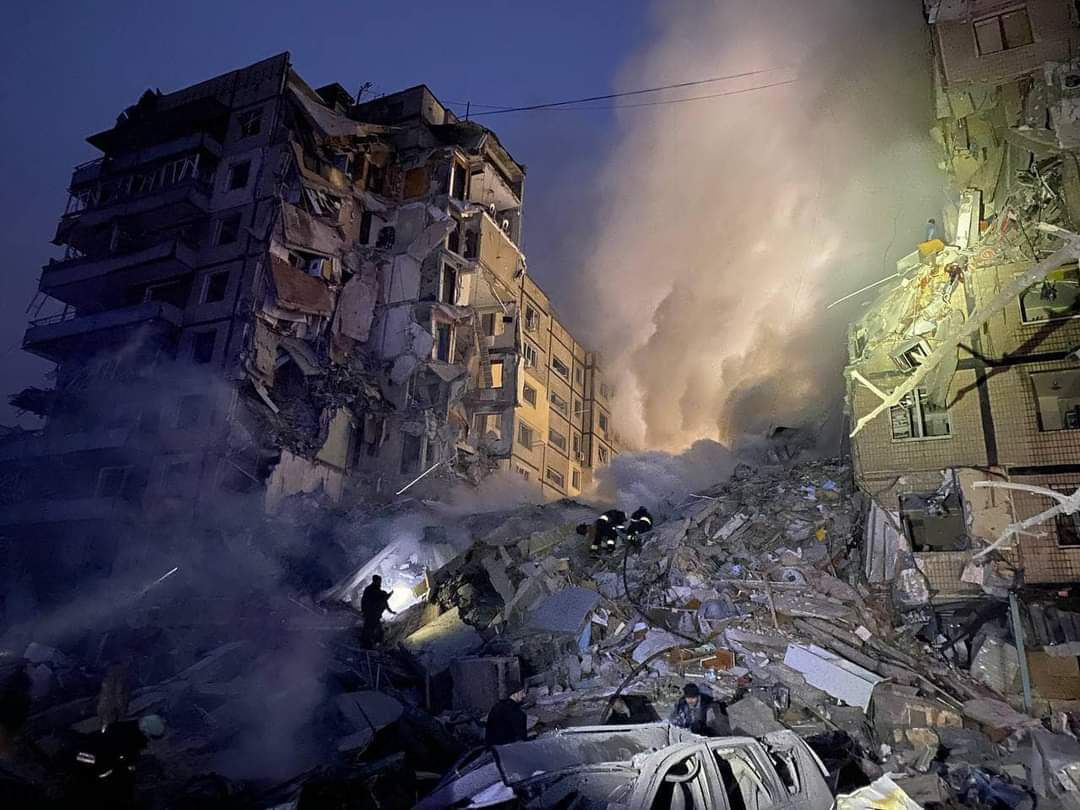
Obytný dům v Dnipru po ruském raketovém útoku 14. ledna 2023

Ruské raketové a bezpilotní útoky poškodily energetickou infrastrukturu ve městech Sumy, Chmelnyckyj, Záporoží a Cherson. Při útocích byli zabiti nejméně dva lidé.

#### 14. ledna
Ruské rakety zasáhly energetickou infrastrukturu v Kyjevě, ale nebyly hlášeny žádné oběti. V Dnipru byla zasažena vícepodlažní obytná budova protilodní střelou Ch-22, což způsobilo její částečné zřícení. Útok si vyžádal 46 mrtvých a mnoho zraněných.
Podle britského ministerstva obrany jsou střely Ch-22 při použití proti pozemním cílům vysoce nepřesné a mohou způsobit vážné vedlejší škody. Konvenční bojová hlavice této 12 m dlouhé střely má hmotnost 950 kg TNT. Původním určením této protilodní střely bylo ničení svazů amerických letadlových lodí pomocí jaderné hlavice o síle 0,35 – 1 Mt TNT.

#### 26. ledna
Rusko na ukrajinskou energetickou infrastrukturu zaútočilo salvou 55 řízených střel a řadou dronů. Podle velitele ukrajinské armády Valerije Zalužného protivzdušná obrana sestřelila 47 raket.

### Únor 2023

#### 10. února
Rusko na ukrajinskou energetickou infrastrukturu zaútočilo salvou 71 řízených střel a balistických raket. Ukrenergo uvedl, že byla zasažena vysokonapěťová zařízení ve všech oblastech Ukrajiny, což mělo za následek přerušení dodávek energie. Ukrajinská protivzdušná obrana údajně sestřelila 61 raket.

#### 16. února
Rusko na ukrajinskou energetickou infrastrukturu zaútočilo salvou 41 řízených střel. Mezi použitými střelami byly také protilodní střely Ch-22, které ukrajinská protivzdušná obrana nedokáže zachytit. Ukrajinská protivzdušná obrana údajně sestřelila celkem 16 raket.

### Březen 2023

#### 9. března
Rusko na ukrajinskou energetickou infrastrukturu zaútočilo salvou 81 řízených střel a balistických raket. Rusko uvedlo, že provedlo masivní odvetný úder za údajný ukrajinský nálet v Brjanské oblasti. Součástí ruského útoku bylo také šest hypersonických raket Ch-47M2 Kinžal. Byla zasažena Kyjevská oblast, a města Charkov a Oděsa. V Kyjevě zůstalo 40 % obyvatel bez tepla. Ukrajinská protivzdušná obrana údajně sestřelila celkem 34 raket.

### Duben 2023
Ruské dubnové raketové útoky podle britského ministerstva obrany cílili spíše na ukrajinské vojenské a logistické uzly, než na energetickou infrastrukturu.

#### 22. dubna
Podle jednoho z ukrajinských mluvčích byla ruským raketovým útokem poškozena elektrárna v Karlivce a byly také přerušeny dodávky vody do 67 osad v Doněcké oblasti.
Ukrenergo uvedlo, že každá tepelná a vodní elektrárna na Ukrajině byla poškozena šestiměsíčním ruským tažením, přičemž celkem bylo vypáleno více než 1200 raket.

#### 28. dubna
Rusko na ukrajinskou energetickou infrastrukturu zaútočilo salvou 23 řízených střel. Ukrajinská protivzdušná obrana údajně sestřelila celkem celkem 21 raket.

### Květen 2023
Během května došlo k 20 kombinovaným dronovým útokům bezprecedentního rozsahu, které byly z velké části zaměřeny na hlavní město Kyjev. Kampaň byla přičítána ruské snaze odvrátit pozornost ukrajinských sil od jejich dlouho očekávaní protiofenzívy.

#### 1. května
Rusko na ukrajinskou energetickou infrastrukturu zaútočilo salvou 18 řízených střel. Ukrajinská protivzdušná obrana údajně sestřelila 15 raket. Rusko uvedlo, že útok poškodil železniční infrastrukturu a muniční sklad, což bylo potvrzeno videi na sociálních sítích o požáru v Pavlohradu.

#### 13. května
Ruským raketovým úderem bylo zasaženo město Chmelnyckyj na západní Ukrajině, což způsobilo velkou explozi. Rusko uvedlo, že zasáhlo muniční sklad a hangár, zatímco Ukrajina tvrdila, že byla zasažena kritická infrastruktura. Útok si vyžádal škody i na okolní civilní infrastruktuře. Zasaženy byly také dva sklady v Ternopilu.

#### 16. května
Rusko uvedlo, že raketovým úderem zničilo systém protivzdušné obrany MIM-104 Patriot v Kyjevě. Představitel spojených států amerických nicméně uvedl, že systém byl pravděpodobně poškozen, ale nebyl zničen. Ukrajinská protivzdušná obrana údajně sestřelila šest hypersonických raket Ch-47M2 Kinžal. Pravdivost tvrzení ani jedné ze stran konfliktu nelze ověřit, protože podobná prohlášení obou stran jsou součástí válečné propagandy.

#### 25. května
Rusko na ukrajinskou energetickou infrastrukturu zaútočilo salvou 17 řízených střel a 31 dronů. Ruské raketové a dronové údery byly zaměřeny zejména na Kyjev, Dnipro a Charkov. V Charkově byl dvakrát zasažen sklad ropy. Byly také zasaženy stavidla vodní elektrárny v Doněcké oblasti, což vedlo k evakuacím místních obyvatel. Ukrajinská protivzdušná obrana údajně sestřelila 10 raket a 23 dronů.

#### 30. května
Ruský prezident Vladimir Putin uvedl, že velitelství hlavního ukrajinského zpravodajského ředitelství GUR v Kyjevě, bylo zničeno při ruském raketovém útoku.

### Červen 2023

#### 6. června

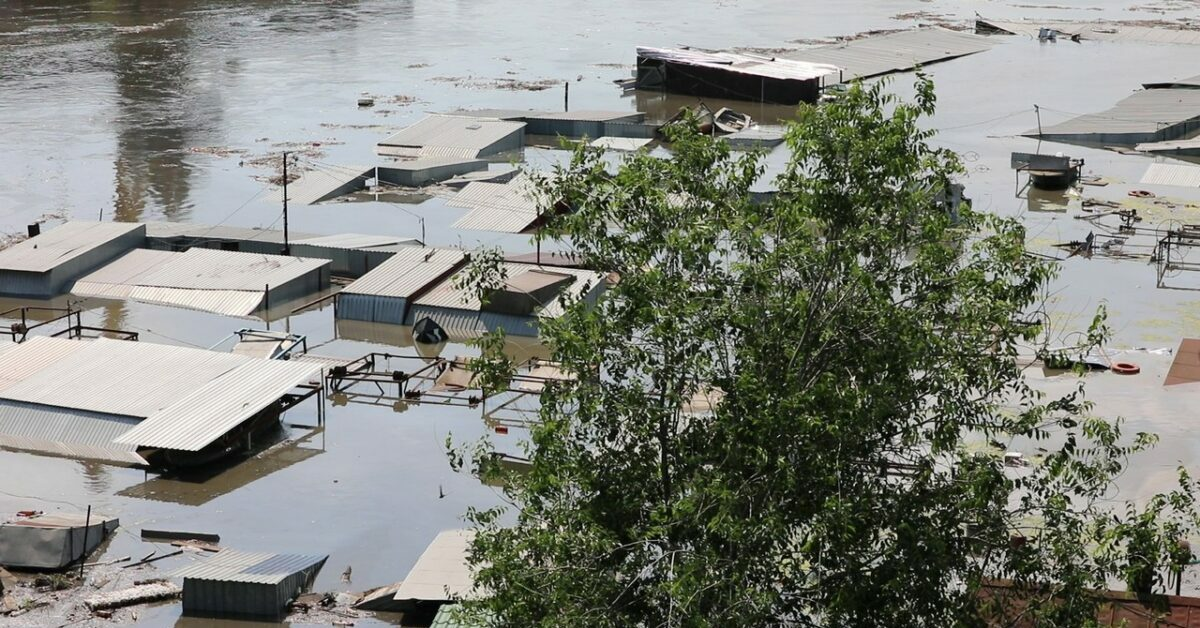
Povodeň po zničení Kachovské přehrady

Došlo ke zničení Kachovské přehrady na řece Dněpr na jihu Ukrajiny. Přehrada byla součást dněperské kaskády. Zničení přehrady způsobilo katastrofální záplavy postihující níže položené osady a obrovské ekologické škody. Objem přehrady byl 18,2 km³ vody. Přehrada byla pod kontrolou ruských sil od března 2022. Odborníci uvedli, že přehrada byla pravděpodobně zničena vnitřní explozí. Rusko veškeré obvinění odmítlo.

#### 20. června
V časných hodinách Rusko vypustilo 35 dronů Šáhid-136. Většina z nich mířila na Kyjev, ale také na Lvov. Ukrajinská protivzdušná obrana údajně sestřelila celkem 32 dronů. Zbývající drony zasáhly kritickou infrastrukturu.

### Červenec 2023
Ruský prezident Vladimir Putin dne 17. července oznámil, že Rusko odstupuje od dohody, která Ukrajině umožňovala vyvážet obilí přes Černé moře navzdory válečné blokádě. Po odstoupení od dohody o obilí Rusko zahájilo sérii útoků na ukrajinská přístavní města Oděsa a Mykolajiv. Ruské ministerstvo obrany uvedlo, že útoky byly odvetou za výbuch Krymského mostu v roce 2023, ale Ukrajina uvedla, že Rusko útočí na infrastrukturu spojenou s exportem obilí.

#### 20. července
Čínský generální konzulát v Oděse byl poškozen při ruském útoku na obilný terminál v nedalekém přístavu.

### Září 2023

#### 21. září
Rusko zahájilo úder na ukrajinskou energetickou infrastrukturu v několik oblastech Ukrajiny. Ukrenergo uvedl, že ranní ruské údery byly prvním velkým nepřátelským útokem na energetickou infrastrukturu za posledních šest měsíců. Způsobily částečné výpadky proudu ve městech Rivne, Žytomyr a Kyjev a také v Dněpropetrovské a Charkovské oblasti.

### Prosinec 2023
Britské ministerstvo obrany oznámilo, že Rusko plánuje obnovit údery na ukrajinskou energetickou infrastrukturu pomocí nashromážděných raket.

#### 7. prosince
Rusko na ukrajinskou energetickou infrastrukturu zaútočilo salvou 16 řízených střel Ch-101. Útok byl veden na střední Ukrajinu a podle britského ministerstva obrany napáchal díky úspěšné operaci ukrajinské protivzdušné obrany minimální škody.

#### 29. prosince
Rusko provedlo dosud největší raketový a dronový úder na Ukrajinu od začátku plnohodnotné invaze. Bylo použito na 160 raket a dronů. Jednalo se o řízené střely s plochou dráhou letu, balistické rakety, hypersonické rakety a protilodní střely. Podle náčelníka generálního štábu ukrajinské armády Valerije Zalužného byly napadeny vojenské a průmyslové objekty a také objekty kritické infrastruktury. Ukrajinská protivzdušná obrana údajně sestřelila 87 raket a 27 dronů.
Ukrajinské ministerstvo energetiky uvedlo, že v důsledku úderu bylo poškozeno elektrické vedení v Kyjevské, Dněpropetrovské, Oděské a Charkovské oblasti. V Doněcké oblasti byly poškozeny tepelné elektrárny a vedení vysokého napětí.

#### 31. prosince
Rusko provedlo další sérii raketových a dronových úderů na Ukrajinu. Podle ISW ukrajinské zdroje oznámily, že ruské síly odpálily 12 raket, z nichž nespecifikovaný počet zasáhl kritickou infrastrukturu v Charkovské a Doněcké oblasti. Úder pomocí bezpilotních letounů Šáhid-136 potvrdil, zvyšující se úspěšnost průniku těchto dronů ukrajinskou protivzdušnou obranou. Ukrajinská protivzdušná obrana údajně sestřelila pouze 21 z 49 dronů.
Podle ukrajinského letectva je nižší míra zachycení důsledkem toho, že ruské síly se zaměřují spíše frontové oblasti, které mají nižší pokrytí protivzdušnou obranou než populační centra v týlu. Nicméně ukrajinské letectvo už 25. listopadu uvedlo, že nové ruské drony Šáhid-136 mají černý nátěr a jsou pokryty pláštěm z uhlíkových vláken. Takové řešení může způsobovat lepší pohlcování rádiových vln.

## Časová osa – 2024

### Leden 2024

#### 2. ledna
Rusko provedlo další rozsáhlý raketový a dronový úder na Ukrajinu. Několik hodin před úderem označil ruský prezident Vladimir Putin sobotní ukrajinské ostřelování města Bělgorod za teroristický čin, který podle něj nezůstane nepotrestán.
Podle ukrajinského letectva byl úder rozsahem srovnatelný s útokem z 29. prosince. Ruské síly použily 99 raket a 35 bezpilotních letounů Šáhid-136. Jednalo se o řízené střely s plochou dráhou letu, balistické rakety, hypersonické rakety a protiradarové střely Ch-31P. Tento úder mířil na hlavní město Kyjev a na město Charkov. Ukrajinská protivzdušná obrana údajně sestřelila 72 raket a 35 dronů. Podobná tvrzení nelze nezávisle ověřit.

#### 8. ledna
Rusko provedlo další rozsáhlý raketový a dronový úder na Ukrajinu, tentokrát bylo použito na 60 raket a dronů. Ruské letectvo použilo 24 řízených střel s plochou dráhou letu Ch-101/Ch-555, 4 hypersonické rakety Ch-47M2 Kinžal, 8 protilodních střel Ch-22, 6 balistických raket 9K720 Iskander, 7 protiletadlových raket systému S-300/S-400, 2 protiradarové střely Ch-31P a 8 bezpilotních letounů Šáhid-136.
Podle náčelníka generálního štábu ukrajinské armády Valerije Zalužného byly napadeny vojenské a průmyslové objekty a také objekty kritické infrastruktury. Ukrajinská protivzdušná obrana údajně sestřelila 18 řízených střel Ch-101/Ch-555 a 8 dronů.

#### 13. ledna
Rusko provedlo další raketový a dronový úder na Ukrajinu. Bylo použito více než 40 raket a dronů. Ruské letectvo použilo 12 řízených střel s plochou dráhou letu Ch-101, 4 řízené střely Ch-59, 6 hypersonické rakety Ch-47M2 Kinžal, 6 protilodních střel Ch-22, 6 balistických raket 9K720 Iskander, 7 protiletadlových raket systému S-300/S-400, 2 protiradarové střely Ch-31P a 3 bezpilotní letouny Šáhid-136.
Ukrajinská protivzdušná obrana údajně sestřelila 7 řízených střel Ch-101 a 1 řízenou střelu Ch-59.

### Březen 2024

#### 22. března
Byl proveden rozsáhlý úder na energetický systém Ukrajiny. Podle ukrajinských zdrojů ztratila největší energetická společnost v zemi DTKE v důsledku úderu zhruba polovinu své kapacity a její obnova bude trvat měsíce. V důsledku úderů byla poničena Dněperská vodní elektrárna a podle charkovských úřadů byly zničeny všechny tepelné elektrárny ve městě.

#### 24. března
Energetický systém Ukrajiny byl znovu zasažen, cože mělo za následek prudký nárůst dovozu elektřiny do země. Podle prohlášení guvernéra Lvovské oblasti došlo ke dvěma úderům hypersonickými raketami Ch-47M2 Kinžal na kritickou infrastrukturu. Téhož dne byl napaden zásobník plynu na západě země.

#### 30. března
Ruský údery zničil Zmijivskou tepelnou elektrárnu v Charkovské oblasti.

#### 31. března
Byl proveden rozsáhlý úder na energetický systém Ukrajiny. Podle energetické společnosti DTKE výrobní kapacita v důsledku úderu klesla o 80 %.

### Duben 2024

#### 11. dubna
Ruský údery zničil Tripolskou tepelnou elektrárnu v Kyjevské oblasti. Tato elektrárna byla nejvýkonnější v oblasti a vyráběla 57 % energie spotřebované podniky v oblasti. V důsledku úderu vznikl rozsáhlý požár v prostoru turbíny.

#### 27. dubna
Ruské údery poškodily energetická zařízení nacházející se ve Lvovské, Ivanofrankivské a Dněpropetrovské oblasti. Podle energetické společnosti DTKE byly poškozeny 4 tepelné elektrárny.

### Květen 2024

#### 8. května
Byl proveden další úder na energetický systém Ukrajiny. Ruské ozbrojené síly zasáhly energetická zařízení v několika oblastech a podle energetické společnosti DTKE byly vážně poškozeny 3 tepelné elektrárny.

#### 22. května
Rusko provedlo dronový úder na energetická zařízení v Sumské oblasti a v důsledku úderu bylo zastaveno zásobování města Sumy energií.

### Červen 2024
Podle Royal United Services Institute (RUSI) účinnost ruských úderů proti ukrajinské energetické infrastruktuře vzrostla a nyní hrozí, že dosáhnou úplného výpadku elektřiny na Ukrajině. Ruské údery do poloviny června 2024 vyřadily 9 GW výroby elektřiny, což se rovná polovině ukrajinské výrobní kapacity.

#### 1. června
Byl proveden další rozsáhlý úder na energetický systém Ukrajiny. Ruské ozbrojené síly zasáhly energetická zařízení v několika oblastech a napadeny byly 2 tepelné elektrárny a Dněperská vodní elektrárna, která se po úderu ocitla v kritickém stavu. Kvůli úderům byla ukrajinská vláda nucena zahájit nouzové výpadky proudu po celé Ukrajině.

#### 20. června
Ruské ozbrojené síly zasáhly energetická zařízení v několika oblastech a podle energetické společnosti DTKE byla poškozena 1 tepelná elektrárna a bylo vážně poškozeno vysokonapěťové vedení v Brovarském okrese.

### Červenec 2024

#### 8. července
Podle energetické společnosti DTKE byly v důsledku ruského úderu poškozeny 3 elektrické rozvodny.

## Nápravná opatření

### Organizace spojených národů
Organizace spojených národů zahájila výzvu prostřednictvím svého Rozvojového programu pro dodávky výkonových transformátorů, transformátorových rozvoden, plynových turbín a dalších kritických položek na Ukrajinu.
Úřad pro koordinaci humanitárních záležitostí oznámil spuštění programu pro Ukrajinu v hodnotě 1,7 miliardy dolarů na nákup potravin a dalších základních věcí s tím, že jde o největší program hotovostní pomoci v historii.

### Evropský parlament
Evropský parlament poskytl balíček humanitární pomoci ve výši 1 miliardy eur. Evropský parlament také poskytl 500 generátorů elektrické energie pomocí mechanismu civilní ochrany Evropské unie. Dalších 300 generátorů elektrické energie bylo financováno charitativními organizacemi.

### Financování
Evropská banka pro obnovu a rozvoj schválila společnosti Ukrenergo dvě půjčky ve výši 150 milionů eur na obnovu poničené energetické infrastruktury Ukrajiny. Dalších 70 milionů EUR poskytlo Nizozemsko ve formě grantu, což představuje kombinovaný balíček o celkové výši 370 milionů eur.
V polovině dubna Světová banka souhlasila s financováním rekonstrukce ukrajinské infrastruktury za 200 milionů dolarů.

### Turecká pomoc
Turecká společnost Karpowership jednala s Ukrajinou o poskytnutí až tří plovoucích generátorů elektrické energie. Tyto plovoucí generátory by mohli poskytnout až 300 megawattů energie pro zhruba 1 milion domácností. Z důvodů souvisejících s pojištěním ve válečné zóně proběhla 8. prosince 2022 jednání s OSN a dalšími humanitárními agenturami o umístění lodí v Rumunsku nebo Moldavsku. Dne 26. ledna 2023 ukrajinská společnost JSC ECU podepsala memorandum o porozumění se společnosti Karpowership za účelem rozvoje a financování projektu.

### Apel na žárovky
Poškození ukrajinské energetické infrastruktury způsobilo podle ukrajinského prezidenta Volodymyra Zelenského výpadek přibližně 2,5 gigawattu energie. Dodávka 50 milionů LED žárovek na Ukrajinu by pomohla snížit energetický deficit o 40 %, tedy zhruba o jeden gigawatt.

### Zlepšení odolnosti
Ukrajina z důvodu vyšší odolnosti své energetické infrastruktury podpořila její decentralizaci pomocí investic do větrné energie.